# Miriam Menkin
Miriam Friedman Menkin (8 de agosto de 1901 – 8 de junho de 1992), nascida Miriam Friedman, foi uma cientista norte-americana que ficou famosa por sua pesquisa sobre fertilização in vitro (FIV). Em fevereiro de 1944, ela se tornou a primeira pessoa a conceber a vida humana fora do corpo.
Menkin nasceu em 8 de agosto de 1901, em Riga, Letónia. Ela e sua família se mudaram para os Estados Unidos dois anos depois que ela nasceu. Seu pai trabalhou como médico na Cidade de Nova York e foi bem-sucedido o suficiente para deixar sua família viver confortavelmente. Em 1922, Menkin se formou na Cornell University com uma licenciatura em histologia e anatomia comparativa. Ela frequentou a Universidade de Columbia para seu programa de pós-graduação e obteve o mestrado em genética apenas um ano depois de se formar por Cornell. Ela ensinou biologia e fisiologia por um curto período de tempo, enquanto se preparava para entrar na escola de medicina. No entanto, as mulheres raramente eram admitidas para a escola de medicina nesse período e Menkin não foi aceita. Ela se casou com Valy Menkin, um estudante de medicina de Harvard, em 1924. Ela ainda pretendia conseguir um doutorado em biologia, mas ela precisou trabalhar para que seu marido pudesse terminar a faculdade de medicina. Assim, Menkin entrou numa graduação em secretariado no Simmons College. Menkin terminou os requisitos do doutorado na Harvard duas vezes, mas não conseguiu obter o diploma, pois não podia arcar com o pagamento do curso.
Menkin e Valy tiveram dois filhos: um filho chamado Gabriel e uma filha chamada Lucy.

## Início de pesquisa (1930-1938)
Depois de alguns anos de trabalho como secretária, Menkin trabalhou como uma pesquisadora de patologia na Escola de Medicina de Harvard, de 1930 a 1935. Em seguida, foi-lhe oferecido um emprego como técnica de laboratório para Gregory Pincus na Harvard. Enquanto trabalhava para a Pincus, Menkin foi encarregada de preparar extratos projetados para coelhas superovularem na pesquisa de Pincus para criar coelhos sem precisar de machos. Pincus perdeu seu cargo na Harvard em 1937, o que a deixou sem emprego. Ela trabalhou em laboratórios do estado de Massachusetts por um ano e, então, se candidatou para um cargo de pesquisadora  com John Rock, um médico de fertilização, no Hospital para Mulheres de Boston. As experiências de Pincus tinham sido um fator na decisão de Rock de iniciar a pesquisa em fertilização in vitro e o papel de Menkin nos experimentos chamou sua atenção. Rock contratou Menkin e eles começaram a investigar o exato momento em que a ovulação ocorria. Rock tinha uma hipótese de trabalho, mas não tinha feito qualquer progresso significativo no laboratório de pesquisa antes de contratar Menkin. Ele não tinha um conhecimento avançado dos aspectos técnicos da fertilização e contratou Menkin para supervisionar todos os trabalhos de laboratório.

## Pesquisa e descoberta da fertilização in vitro (1938-1944)
Menkin começou a realizar experimentos de FIV em março de 1938. Rock e Menkin solicitaram que as mulheres participantes do estudo, que estavam programadas para se submeterem a histerectomias, tivessem relações sexuais sem proteção antes da cirurgia. Eles decidiram realizar os procedimentos cirúrgicos pouco antes de a paciente voltar a ovular, o que lhes deu óvulos adequados para o estudo. Durante o curso do estudo, Menkin manteve uma agenda semanal razoavelmente uniforme: encontrar ovos na terça-feira, adicionar esperma na quarta-feira, orar na quinta-feira e observar o resultado na sexta-feira. Ela fez variações no procedimento algumas vezes, alterando as condições em que os ovos eram mantidos e o comprimento e a concentração das amostras de esperma. Nos primeiros 6 anos de estudo, Menkin tentou muitas estratégias diferentes, mas não conseguiu desenvolver a FIV. Em 3 de fevereiro de 1944, ela obteve um óvulo de uma mulher cujo colo de útero e útero haviam saído do lugar, após o nascimento de quatro filhos. O protocolo padrão de Menkin era lavar a amostra de esperma 3 vezes numa solução e deixar o óvulo e o espermatozóide interagirem por 30 minutos. No entanto, ela tinha ficado acordada com sua filha recém-nascida na noite anterior e nesse o dia, por engano, lavou a amostra de esperma uma única vez, usou uma amostra mais concentrada e permitiu uma hora de interação. Na sexta-feira seguinte (6 de fevereiro de 1944), Menkin concluiu que a clivagem havia começado, o que indicou que um óvulo fertilizado se tinham formado. Menkin esqueceu-se de tomar uma fotografia imediata da descoberta e ela não conseguiu encontrar o óvulo, quando ela finalmente pensou em obter uma imagem. Ela foi capaz de fertilizar e fotografar mais três ovos, com os três fatores que ela havia alterado antes da descoberta original. Rock e Menkin alcançaram os desenvolvimento dois e três das células em suas fertilizações exitosas. Rock e Menkin publicaram seu trabalho em uma breve relatório. Science publicou suas conclusões no artigo "In Vitro Fertilization and Cleavage of Human Ovarian Eggs" em 4 de agosto de 1944. A Associated Press, New York Times e Time repercutiram a descoberta nos dias seguintes.

## Reação do público
A descoberta de Rock e Menkin foi amplamente divulgada como um avanço positivo que iria ajudar os casais inférteis a terem filhos. No entanto, alguns críticos viram a pesquisa como controversa, pois interfiriria com as leis da natureza. Rock e Menkin não tentaram transferir seus ovos fertilizados para um corpo de mulher após a realização de seu trabalho, pois não era o objetivo. A difícil tarefa de transformar um ovo com muitas células, como o que Menkin e Rock tinham criado, em um embrião que poderia crescer dentro do útero de uma mulher não foi bem sucedida até o nascimento de Louise Brown , em 1978.

## Últimos anos
No momento em que Science publicou o artigo, Valy tinha sido recentemente demitido da Harvard e Menkin tinha sido forçada a mudar-se para a Carolina do Norte. Menkin foi capaz de ficar em contato com Rock e trabalhar em outras publicações. O relatório completo da descoberta, em que Menkin foi listada como a autora principal, foi finalmente publicado, em 1948, com o mesmo título do artigo inicial, no American Journal of Obstetrics and Gynecology.
Menkin se divorciou do marido, em 1949. Ela e seus filhos voltaram para Boston, onde ela aceitou uma oferta para voltar ao laboratório de Rock. A pesquisa sobre FIV tinha parado no laboratório de Rock desde a saída de Menkin, já que ele tinha sido incapaz de encontrar outro cientista com a habilidade técnica dela. Ela tentou revitalizá-la quando ela voltou, mas Rock mudara seu foco principal para a investigação sobre a pílula anticoncepcional e Menkin só foi capaz de trabalhar em FIV por um curto período de tempo.
Menkin morreu em 8 de junho de 1992, em Boston, Massachusetts.

## Publicações selecionadas
- «In Vitro Fertilization and Cleavage of Human Ovarian Eggs». Science. 100
- «In Vitro Fertilization and Cleavage of Human Ovarian Eggs». American Journal of Obstetrics and Gynecology. 55. doi:10.1016/S0002-9378(15)32963-X
- «A Theory of Menstruation». Annals of the New York Academy of Sciences. 75. ISSN 1749-6632. doi:10.1111/j.1749-6632.1959.tb44594.x
- «A thirteen-day human ovum studied histochemically». American Journal of Obstetrics and Gynecology. 76. doi:10.1016/0002-9378(58)90185-6
- «Effect of Photic Stimulation on the Human Menstrual Cycle». Photochemistry and Photobiology. 27. ISSN 1751-1097. doi:10.1111/j.1751-1097.1978.tb07649.x
- «Stilbestrol». New England Journal of Medicine. 227. ISSN 0028-4793. doi:10.1056/NEJM194210082271505